# Geoffroy Roux de Bézieux
Pour les articles homonymes, voir Roux.
Geoffroy Roux de Bézieux, né le 31 mai 1962 dans le 15e arrondissement de Paris, est un homme d'affaires et dirigeant d'entreprise français. Il est entre 2018 et 2023 le président du MEDEF, le principal syndicat d'employeurs français et président de l’alliance des patronats francophones depuis mars 2022. Il est aujourd'hui président d'honneur du MEDEF.

## Biographie

### Famille
Geoffroy Jacques Roux de Bézieux est né le 31 mai 1962 dans le 15e arrondissement de Paris. Il est issu d'une famille anoblie par la charge d’échevin de Lyon en 1769 sous le règne de Louis XV. Il est le fils de Bruno Roux de Bézieux, dirigeant de plusieurs sociétés nationales et multinationales, dont la Financière Truffaut, et de Véronique Le Vert.
Il est un descendant du couple Claude-Aymé Roux - Blanche de Bézieux, à l'origine de la famille Roux de Bézieux, et « comme Nathalie Kosciusko-Morizet […] d'Adrien Treuille (1842-1917), comte romain à titre héréditaire par bref papal et entrepreneur de la Manufacture d'armes de Châtellerault entre 1888 et 1895 »,.
Geoffroy Roux de Bézieux épouse le 4 octobre 1990 Sabine Montet, avec qui il a quatre enfants.

### Formation
Après des études secondaires au collège Sainte-Croix de Neuilly, il est diplômé de l'École supérieure des sciences économiques et commerciales (ESSEC, promotion 1984) et du master « Affaires internationales » de l'université Paris-Dauphine.

### Parcours professionnel
Geoffroy Roux de Bézieux fait son service militaire au sein des commandos marine entre 1984 et 1986.
Il entre chez L'Oréal en 1986. Il en devient directeur Marketing Royaume-Uni et en crée la filiale polonaise en 1993.
En 1996 avec Pierre Cuilleret, il crée The Phone House, premier réseau indépendant de vente de téléphones mobiles. The Phone House est revendue à Carphone Warehouse en 2000, mais il en garde la direction générale jusqu'en 2004. Il fonde alors l'opérateur de réseau mobile virtuel (MVNO) Omea Telecom, qui opère en France Virgin Mobile France, Breizh Mobile, Tele2 Mobile et Casino Mobile, qu'il revend en 2014 à Numéricable.
Il entre en 2007 au conseil de surveillance du constructeur automobile PSA Peugeot Citroën, dont il devient vice-président.
Fin 2008, il cofonde avec Pierre Kosciusko-Morizet, Stéphane Treppoz et Ouriel Ohayon le fonds d'investissement des entrepreneurs de l'internet ISAI, notamment actionnaire de Blablacar.
En 2016, il reprend Oliviers & Co, une PME provençale spécialiste de l’huile d’olive haut de gamme. 
Il est président de Notus Technologies, une holding familiale, qui investit dans des PME (Chullanka, Oliviers & Co, Le Fondant Baulois, Amsterdam Air, Nihola, BienManger.com) ou des start-up.
Depuis 2024, il est administrateur de la Compagnie de Saint Gobain et de Bureau Veritas.

### Lobbying et syndicalisme patronal
Succédant à Charles Beigbeder, il est président de l'association CroissancePlus, un lobby d'entrepreneurs axé sur l'éthique dans le monde de l'entreprise, de 2005 à 2008.
Il est élu président de l'association « Alternative Mobile » le 10 septembre 2007 et le vice-président est Jacques Bonifay, président de Transatel, poste qu'il occupe jusqu'en 2009.
Profitant du changement à la tête du MEDEF, il est élu président de l'Unédic le 14 mai 2008 en remplacement de Michel de Virville jusqu'en 2010.
En 2011, il est nommé président de la commission fiscalité et emploi de la Fédération française des télécoms puis vice-président en août 2012. Il quitte ce poste en mai 2015.
En février 2013, il annonce qu'il est candidat à la présidence du MEDEF. En juin 2013, il reçoit le soutien du conseil d'administration du Club des Entrepreneurs et recueille 19 voix au conseil exécutif du MEDEF lors d'un vote consultatif, contre 18 à Pierre Gattaz et 6 à Patrick Bernasconi,,.
Le 13 juin Patrick Bernasconi et Geoffroy Roux de Bézieux annoncent qu'ils retirent leur candidature à la présidence et se rallient à Pierre Gattaz, et qu'ils formeront ensemble une équipe à trois pour diriger le syndicat patronal. Pierre Gattaz devenant président du MEDEF, Geoffroy Roux de Bézieux en devient alors le vice-président délégué chargé de l'économie.

#### Président du Medef (2018 - 2023)
En 2018, il est élu à la présidence du MEDEF,, devançant Alexandre Saubot avec 55,8 % des voix. Dès son premier discours à Jouy-en-Josas, il annonce dans son discours inaugural « la fin de la mondialisation heureuse ».
En tant que président du MEDEF, il transforme en 2019 la traditionnelle université d’été du MEDEF en Rencontres des Entrepreneurs de France (REF) et la déplace de Jouy-en-Josas à l’Hippodrome de Longchamp, accueillant Nicolas Sarkozy ou le Premier ministre Jean Castex, qui y dévoile en août 2020 le plan de relance de 100 milliards d’euros. Dans son premier discours à Longchamp, il dénonce Vladimir Poutine et sa vision de la démocratie comme une idée obsolète.
En 2019, Geoffroy Roux de Bézieux réforme également l’organisation patronale. Il la dote d’une raison d’être : « Agir ensemble pour une croissance responsable ». Il veut moderniser l’institution pour en faire un MEDEF de propositions « qui veut peser davantage dans le débat d’idées ». Il réforme également le système électoral pour l’élection de son successeur, en doublant la taille du corps électoral (1120 votants) et en augmentant le poids des territoires (40% contre 30% auparavant). Toujours en 2019, Geoffroy Roux de Bézieux est à l’initiative du Sommet économique trilatéral qui réunit les organisations patronales françaises (MEDEF), allemandes (BDI) et italiennes (Cofindustria), qui représentent les trois premières puissances industrielles en Europe. La première édition de ce Sommet a lieu à Rome au mois de décembre 2019 et se donne pour objectifs d'encourager l'Union européenne à endosser un véritable rôle géopolitique et à faciliter l'investissement des entreprises en faveur de la lutte contre réchauffement climatique, ainsi que leur digitalisation « pour que l’Europe retrouve sa souveraineté technologique », selon les propres mots de Geoffroy Roux de Bézieux. La sixième édition de ce Sommet s'est tenue à Paris le 22 novembre 2024, en présence notamment du Premier ministre français, Michel Barnier.
En septembre 2020, il est le premier président du MEDEF à participer à la Fête de l’Humanité à l’occasion d’un débat avec le secrétaire général de la CGT, Philippe Martinez.
En novembre 2020 en pleine pandémie de Covid-19, sous sa présidence, le MEDEF signe avec les autres partenaires sociaux un accord national interprofessionnel sur le télétravail,.
En décembre 2020, les partenaires sociaux signent un accord national interprofessionnel (ANI) sur la santé au travail,,.
En février 2021, il propose aux syndicats de salariés un « agenda économique et social autonome » avec une liste de plusieurs chantiers de négociation dont les Prud’hommes, la formation professionnelle et le paritarisme. Si la CGT refuse d’y participer, la CFDT se dit prête à ouvrir le dialogue avec le MEDEF. Il en résulte alors la signature, en avril 2022, d’un premier accord portant sur trois objectifs : l'instauration d'un dialogue social continu, la clarification de l'articulation des rôles respectifs des partenaires sociaux et des pouvoirs publics et celui de faire progresser le paritarisme de gestion,,,,,.
Au sein du MEDEF, il crée à son arrivée en 2018 un certain nombre de commission nouvelles dont la commission « souveraineté et sécurité économique » et il défend la notion de souveraineté économique européenne et le « Buy european act », notamment au sommet de Business Europe de Stockholm en novembre 2022,.
Le MEDEF publie chaque année un baromètre annuel sur l’égalité entre les femmes et les hommes en entreprises, qui reste une priorité des salariés en termes de diversité et d’égalité des chances. Selon Geoffroy Roux de Bézieux, l’entreprise est « de plus en plus inclusive ». En 2021 selon ce baromètre, près des trois quarts des salariés (80%) estiment ainsi que leur entreprise représente bien la diversité de la société, soit une hausse de neuf points en cinq ans.
En 2022, le président ukrainien Zelensky est l'invité d'honneur de la REF et la Première ministre Elisabeth Borne y annonce le plan de sobriété pour les entreprises,.
En juillet 2023, les partenaires sociaux se mettent d’accord sur un agenda social qui détaille les sujets qui seront discutés et négociés dans les prochains mois, notamment concernant l’emploi des seniors, les reconversions professionnelles,.
Une partie de ces négociations seront menées seules par les partenaires sociaux dans le cadre de l’agenda autonome défendu par Geoffroy Roux de Bézieux. De son côté, la Première ministre Élisabeth Borne assure que tout accord issu de cet agenda autonome sera repris fidèlement, à l’image du travail accompli autour du partage de la valeur.
Le 17 juillet 2023, Geoffroy Roux de Bézieux quitte officiellement la présidence du MEDEF. Héritant cinq ans avant d’une organisation « divisée », il est « loué par ses pairs comme par les syndicats de salariés pour son sens du dialogue » et laisse un MEDEF « apaisé » à son successeur Patrick Martin, élu le 6 juillet 2023. Marylise Léon, alors nouvelle secrétaire générale de la CFDT, salue ainsi quelqu'un qui « est toujours prêt à échanger et se montre respectueux de ses interlocuteurs », tandis que Philippe Martinez, alors numéro un de la CGT, reconnaît qu' « il n’avait pas d’a priori pour discuter avec nous, ce qui n’enlève rien au fait que nos positions sont diamétralement opposées ». Enfin, Michel Yahiel, expert des questions sociales, qui fut conseiller de François Hollande à l’Elysée, affirme que Geoffroy Roux de Bézieux « a contribué à donner du patronat une image plus actuelle, plus en phase avec notre époque, même si, sur le fond, la ligne qu’il a portée n’a pas beaucoup évolué si on la compare à celle des dirigeants antérieurs »,.
Durant son mandat, plusieurs accords nationaux ont été conclus dont un sur le partage de la valeur qui a une portée « historique » selon Geoffroy Roux de Bézieux et qui, retranscrit dans la loi, vise à promouvoir des mécanismes en faveur de la rémunération (intéressement, participation, etc.), notamment pour les salariés de petites et moyennes entreprises.
Son successeur Patrick Martin, qui était jusqu’ici président délégué de l’organisation patronale, est élu avec 73,18% des voix contre 26,82 % pour sa concurrente Dominique Carlac’h.

#### Prises de position
Le 9 avril 2019, il se positionne officiellement en faveur d'un recul de l'âge légal de départ à la retraite,, : « Soit on baisse les pensions, soit on bouge l'âge légal ». Il soutient la réforme des retraites du gouvernement d'Emmanuel Macron, y voyant « un bon équilibre, c'est un vrai progrès social ». Concernant Marine le Pen, il alerte sur le programme économique de celle-ci, qui, selon lui, risquerait de « placer le pays dans une impasse »,.
En juin 2020, il se prononce en faveur d’une souveraineté économique au niveau européen. Il suggère, pour relancer la croissance et réduire la dette publique après l'épidémie de Covid-19, d’augmenter la quantité de travail en France et donc de supprimer des jours fériés et des congés payés, ou encore d'allonger le temps de travail. Il fait par ailleurs remarquer que des « autocraties » (comme la Chine) sont plus efficaces « pour bloquer une pandémie que ne le sont nos démocraties », invitant ainsi à réfléchir « à la façon dont nos démocraties pourraient être collectivement plus efficaces ».
Alors que des mesures de confinement ont été mises en place par les autorités pour mieux lutter contre la propagation de l’épidémie, Ouest France rapporte qu’il n’a pas respecté l’obligation de confinement le 22 avril, revenu travailler à Paris alors qu’il était confiné avec sa famille dans son manoir du Croisic (Loire-Atlantique),,.
En mai 2021, il pronostique une reprise rapide de l’économie et ne croit pas au million de chômeurs et au mur des faillites dont parlent les économistes.
Il lance un appel en juillet 2021 avec Laurent Berger, secrétaire général de la CFDT, à ce que « tous les salariés se fassent vacciner sans tarder ».
En 2021, il est l’un des premiers, représentants patronaux européens à se prononcer en faveur d’un mécanisme de taxe Carbone aux frontières (MACF),,, et plus généralement d’un « capitalisme décarboné », auquel se rallie ensuite les patronats allemand, italien et polonais,, mais pas tous les homologues européens, notamment pour protéger l’industrie française des importations de matières premières venues d’Asie. Il fera à nouveau part de cette proposition aux candidats de l'élection présidentielle française de 2022,,, proposition qui fait consensus.
À l'approche de l'élection présidentielle française de 2022, il salue l'action d'Emmanuel Macron, estimant que celui-ci « parle le langage du business, et sans accent, c’est assez bluffant ».
Fin avril 2022, il alerte sur les conséquences d’une inflation durable provoquée par la hausse du prix des matières premières et les difficultés d’approvisionnement dues à la guerre en Ukraine, ainsi qu’aux conséquences de la COVID-19. Pour Thierry Breton, « Cette inflation est essentiellement due à l'augmentation des prix de l'énergie »,,.
Lors de la campagne présidentielle, Geoffroy Roux de Bézieux débat sur France 2 face au candidat de la France Insoumise Jean-Luc Mélenchon et affiche son désaccord face à son programme : « Il y a un point sur lequel on est en total désaccord : c'est ce que vous voulez faire pour les entreprises. (...) Ce que vous proposez finalement c'est de revenir sur toutes les mesures pour entreprises qui ont été faites depuis 2013 mais même d'aller au-delà. En fait, vous allez cogner fort, très fort, sur les entreprises ».
Au lendemain du premier tour de l'élection présidentielle, le MEDEF juge le programme d'Emmanuel Macron « plus favorable à l’emploi et la croissance » et celui de Marine Le Pen une « impasse ».
Le 17 novembre 2022, il souhaite que le départ à la retraite en-dessous de l'âge légal ne soit possible que grâce à un certificat médical à 50 puis à 55 ans, mais pas en fonction de la catégorie de profession exercée.
Fin 2022, il prend position sur les grèves et estime que « la réquisition est normale ».
En janvier 2023, il prend position contre le « dividende salarié » mais il négocie avec les partenaires sociaux un accord sur le partage de la valeur qui instaure notamment un mécanisme obligatoire de versement pour les PME. La Première ministre Elisabeth Borne annonce que le texte des partenaires sociaux sera transcrit intégralement dans la loi. Quelques semaines plus tard, il se félicite de l'accord trouvé par les partenaires sociaux sur le partage de la valeur.
Le 15 mars 2023, Musan Nahas, proche de Bachar el-Assad, sous sanctions européennes, se fait photographier dans les locaux du MEDEF et créé la polémique en diffusant des clichés sur les réseaux sociaux où il pose en compagnie de Geoffroy Roux de Bézieux. Interrogé par la presse, le président du MEDEF dénonce une « manipulation » et conteste avoir reçu cet homme : « Ce monsieur s’était inscrit par la chambre de commerce de Beyrouth (…) on ne l’a pas invité, on soutient évidemment les sanctions contre la Syrie, et c’est un régime criminel ».

#### Président de l’alliance des patronats francophones (2022 - en activité)
En août 2021, il lance la première Rencontres des Entrepreneurs Francophones (La REF francophone) avec les patronats de 27 délégations de 31 nationalités, en présence du président de Madagascar et du Premier ministre de Côte d'Ivoire à l’occasion de la REF à Longchamp.
Fin mars 2022, l’« Alliance des patronats francophones » est créée à Tunis, regroupant 27 organisations patronales issues de pays francophones. Geoffroy Roux de Bézieux en est le président pour un premier mandat de deux ans,,,.
Il en réélu président pour un nouveau mandat de 2 ans en juin 2023. L’Alliance organise chaque année LAREF francophone, Rencontre des Entrepreneurs Francophones dans un pays de l’Alliance : Abidjan en 2022, Québec en 2023 et Marrakech en 2024. L’Alliance publie régulièrement des études sur le poids de la francophonie économique.
En octobre 2024, elle organise avec Business France, le FRANCOTECH à la station F dans le cadre du 19ème sommet de l’OIF organisé par la France à Paris. Le FRANCOTECH met en avant des « jeunes pousses » et des entrepreneurs de l’espace Francophone. Le président Emmanuel Macron l’a inauguré et a salué cette initiative dans son discours d’ouverture et de clôture comme une faits marquants du sommet.

### Autres activités
Il a été l'un des membres de la Commission pour la libération de la croissance française, dite Commission Attali, qui a remis son rapport au président de la République le 23 janvier 2008.
Entre octobre 2010 et juillet 2011, il est actionnaire et membre du conseil d'administration du club de rugby du club sportif Bourgoin-Jallieu rugby.
Il est également membre du comité de parrainage du Collège des Bernardins.
En septembre 2018, il intègre le groupement d'intérêt public #France2023 chargé de l'organisation de la Coupe du monde de rugby à XV 2023 en France.
Il est aussi membre du Comité d’organisation des Jeux Olympiques de Paris 2024.
En juillet 2024, le président Emmanuel Macron lui confie une mission sur la sécurité économique des entreprises françaises. Ce rapport est rendu à l’été 2024 et est classifié. Une synthèse non classifiée est néanmoins publiée le 27 septembre 2024 sous le titre « Guerre économique : les entreprises doivent mieux se protéger ». Il y est notamment dit que « les alertes de sécurité économique ont triplé de 2020 à 2023 ». Dans un interview dans le journal Les Echos, il déclare que « le rôle de l’Etat est de trouver le bon équilibre entre Choose France et Protect France ».
Il a écrit plusieurs livres sur les chefs d’entreprises ou l’économie comme Salauds de patrons ! Pourquoi les Français n'aiment plus leurs chefs d'entreprise chez Hachette Littérature (2007) ou Pour sortir de la crise : le capitalisme aux Éditions du Moment (2011), ainsi que L’intendance suivra ! De Gaulle et l’économie chez Robert Laffont (2021),.
En janvier 2023, il devient président du conseil d’administration de la fintech Bridge, qui a levé près de 20 millions d’euros auprès de BPCE et Truffle Capital,.

## Décorations
Le 15 mai 2009, Geoffroy Roux de Bézieux est nommé chevalier de l'ordre national du Mérite au titre de « président de sociétés ; 23 ans d'activités professionnelles et de services militaires » puis le 18 novembre 2017 promu officier au titre de « président de sociétés et vice-président délégué d'une organisation patronale ».
Le 30 décembre 2011, il est nommé chevalier de l'ordre national de la Légion d'honneur au titre de « vice-président de Pôle Emploi et de l'Unédic ; 27 ans de services » puis fait chevalier le 17 décembre 2012. Il est promu au grade d'officier le 15 janvier 2025 au titre de « président d'entreprises, président d'honneur d'un syndicat patronal ».

## Publications
- Salauds de patrons ! Pourquoi les français n'aiment pas leurs chefs d'entreprises, Hachette littérature, 2007 (ISBN 978-2-01-237277-1)
- Pour sortir de la crise : le capitalisme, Editions du moment, 2011  (ISBN 9782354170820)
- L'Intendance suivra ! De Gaulle et l'économie, Robert Laffont, 2021 (ISBN 978-2-221-25829-3)

## Pour approfondir